# Lac du Pain de Sucre (La Tuque)
Pour les articles homonymes, voir Lac du Pain de Sucre.
Le lac du Pain de Sucre constitue le lac de tête de la rivière Gatineau. Il est situé entièrement dans le territoire de La Tuque, en Mauricie, au Québec, au Canada. Sa superficie est surtout dans le canton de Gosselin, tandis que sa confluence est dans le canton de Radisson.
Le lac est situé entièrement en territoire forestier. Une route forestière dessert le côté Est du lac et une autre route menant vers le Nord à Clova dessert la rive Est.

## Géographie
Ce lac d'eau douce est surtout alimenté par les rivière Tamarac (rivière Gatineau), rivière Clova, rivière McLaren et rivière Douville.

## Toponymie
Le toponyme « Lac du Pain de Sucre » a été officialisé le 5 décembre 1968 à la Commission de toponymie du Québec.